# Список лауреатів премії Антоновичів
В список включені лауреати щорічної премії Антоновичів за літературні твори українською мовою та наукові дослідження з українознавства. Премія надається Фундацією Омеляна та Тетяни Антоновичів за рішенням журі. Членами першого журі премії були Юрій Шевельов, Григорій Грабович та Богдан Рубчак. Розмір премії складає грошова сума у 5000 доларів США. Висувати претендентів на премію можуть члени журі, а також інституції та окремі особи. На церемонії нагородження відбувається коротка презентація твору, а лауреат нагороди виголошує промову.
| Рік  | Лауреат           | Лауреат                      | Обґрунтування нагороди |
| ---- | ----------------- | ---------------------------- | --- |
| 1981 |                   | Василь Барка                 | за роман «Свідок для Сонця Шестикрилих» |
| 1982 |                   | Василь Стус                  | за збірку «Палімпсести» |
| 1982 |                   | Орест Субтельний             | за дослідження «Мазепинці: український сепаратизм на початку XVIII століття» (The Mazepist: Ukrainian Separatizm in the early Eighteenth Century) |
| 1983 |                   | Емма Андієвська              | за «Роман про людське призначення» |
| 1983 |                   | Лінда Гордон                 | за дослідження «Козацькі повстання: соціальний неспокій в Україні XVI століття» (Cossack rebellions: social turmoil in the sixteenth-century Ukraine) |
| 1984 |                   | Юрій Коломиєць               | за збірку поезій «Білі теми» |
| 1984 |                   | Магдалена Ласло-Куцюк        | за працю «Засади поетики» |
| 1985 |                   | Юрій Лавріненко              | за есеїстичну й мемуарну творчість «Розстріляне відродження» включно із збіркою споминів «Чорна пурга» |
| 1985 |                   | Девід Сондерс                | за дослідження «Український вплив на російську культуру 1750—1850» (The Ukrainian Impact on Russian Culture 1750—1850) |
| 1986 |                   | Наталя Лівицька-Холодна      | за збірку «Поезії старі і нові» |
| 1986 |                   | Богдан Кравченко             | за дослідження «Соціальна зміна та свідомість в Україні XX століття» (Social Change and Consciousness in Twentieth-Century Ukraine) |
| 1987 |                   | Леонід Плющ                  | за твір «Екзод Шевченка» |
| 1987 |                   | Роберт Конквест              | за дослідження «Жнива скорботи» (The Harvest of Sorrow) |
| 1988 |                   | Григорій Костюк              | за твір «Зустрічі і прощання: Спогади. Книга перша» |
| 1988 |                   | Юрій Шевельов                | за книгу «Українська мова в першій половині XX століття (1900—1941)» |
| 1988 |                   | Іван-Павло Химка             | за дослідження «Галицькі селяни і український національний рух у XIX ст.» (Galician Villagers and the Ukrainian National Movement in the Nineteenth Century) |
| 1989 |                   | Ліна Костенко                | за «Сад нетанучих скульптур» |
| 1989 |                   | Марта Богачевська-Хом'як     | за працю «Жіноцтво всупереч собі» (Feminists despite themselves) |
| 1990 |                   | Валерій Шевчук               | за роман-триптих «Три листки за вікном» |
| 1990 |                   | Іван Дзюба                   | за есей «У всякого своя доля» |
| 1991 |                   | Іван Драч                    | за поему «Чорнобильська мадонна» |
| 1991 |                   | Збігнєв Бжезінський          | за книгу «Грандіозний провал: народження і смерть комунізму в XX столітті» (Grand Failure: The Birth and Death of Communism in the Twentieth Century) |
| 1991 |                   | Богдан Гаврилишин            | за його видатний внесок у розвиток української науки, освіти та культури |
| 1992 |                   | Володимир Дрозд              | за роман-епопею «Листя землі» |
| 1992 |                   | Михайло Брайчевський         | за монографію «Утвердження християнства на Русі» |
| 1992 |                   | Газета «Літературна Україна» | за велику роль, яку газета сповнила і сповняє як захисник української історії, політики і культури та ініціатор і подвижник всебічної реставрації історичної пам'яті народу та його державотворення |
| 1993 |                   | Микола Вінграновський        | за історичний роман «Наливайко» |
| 1993 |                   | Ярослав Дашкевич             | за археографічні дослідження та вагомий внесок розвиток історико-політичної думки в Україні |
| 1993 |                   | Микола Жулинський            | за книгу «Із забуття в безсмертя» та за вагомий внесок у розвиток гуманітарної демократії у незалежній державі |
| 1994 |                   | Євген Гуцало                 | за трилогію «Позичений чоловік», «Приватне життя Феномена» та «Парад планет» |
| 1994 |                   | Олена Апанович               | за монографію «Збройні сили України першої половини XVIII століття» |
| 1995 |                   | Роман Федорів                | за роман «Єрусалим на горах» |
| 1995 |                   | В'ячеслав Брюховецький       | за великі досягнення й видатні заслуги для української науки й культури у відродженні Києво-Могилянської академії |
| 1995 |                   | Михайлина Коцюбинська        | за видатний внесок у розвиток українського літературознавства |
| 1996 |                   | Юрій Мушкетик                | за послідовну, принципову і відважну громадянську позицію в обстоюванні української мови, національної культури та художнє відображення минулого України в своїй творчості |
| 1996 |                   | Григорій Логвин              | за винятково велику й важливу роботу у збереженні культурних і релігійник пам'яток та за правдиве висвітлення стану історико-архітектурної спадщини в Україні |
| 1996 |                   | Богдан Боцюрків              | за дослідження «Українська греко-католицька церква і радянська держава (1939—1950)» |
| 1997 |                   | Ігор Калинець                | за громадянську мужність у відстоюванні свободи творчого самовираження, утвердження національних духовних цінностей та за книги поезій «Невольнича муза» та «Пробуджена муза» |
| 1997 |                   | Дмитро Степовик              | за видатні заслуги в дослідженні дівнього українського християнського мистецтва, відродження духовної культури українського народу та за монографію «Історія української ікони X—XX століть» |
| 1998 |                   | Юрій Луцький                 | |
| 1998 | Юрій Барабаш      |                              | |
| 1999 |                   | Ігор Шевченко                | за дослідження «Україна між Сходом і Заходом» (Ukraine between East and West) |
| 2000 |                   | Юрій Бадзьо                  | за політичний трактат «Право жити» |
| 2001 |                   | Роман Шпорлюк                | за книгу «Україна, Росія та розвал Радянського Союзу» (Ukraine, Russia, and the Breakup of the Soviet Union) |
| 2001 |                   | Майкл Хемм                   | за книгу «Київ: портрет 1800—1917» (Kiev: A Portrait, 1800—1917) |
| 2001 | Юрій Андрухович   |                              | |
| 2002 |                   | Ярослав Ісаєвич              | за його вагомий вклад в українську історичну науку та розширення і поглиблення її горизонтів |
| 2002 |                   | Григорій Гусейнов            | за його джерельні праці з історії української літератури та заслуги в організації цікавих публікацій та редагування часопису «Кур'єр Кривбасу» |
| 2002 |                   | Юрій Шаповал                 | за праці з історії України XX століття, де публікуються архівні матеріали і документи, заховані в схронах НКВД чи КГБ, що розкривають суть і характер злочинної тоталітарної комуністичної системи у поневоленню українського народу                                                                                                 |
| 2003 |                   | Роман Іваничук               | |
| 2003 |                   | Микола Рябчук                | за професійний і принциповий аналіз літературного і політичного життя сучасної України |
| 2004 |                   | Дмитро Павличко              | |
| 2004 | Андрій Содомора   |                              | |
| 2005 |                   | премію не присуджували       | |
| 2006 |                   | Борис Ґудзяк                 | за незвичайні осяги у вдалому поєднанні вивчання справ віри і науки у власних дослідах та особливо за рідкісні успіхи у творенні та розбудові інституцій, які плекають такі конструктивні підходи в Україні. Цілісністю своєї особи і праці, о. др. Гудзяк повсякденно ділами маніфестує живучість шляхетного гасла: «Бог і Україна» |
| 2007 |                   | Ярослав Грицак               | за визначний внесок у дослідження української історії та книгу «Пророк у своїй вітчизні: Іван Франко і його спільнота» |
| 2008 |                   | Андрій Джуль                 | |
| 2008 | Григорій Грабович |                              | |
| 2009 |                   | Оксана Забужко               | за її роботу загалом і конкретно за книгу про Лесю Українку ««Notre Dame d'Ukraine: Українка в конфлікті міфологій»» |
| 2009 |                   | Любомир Винар                | за заснування та 45-річне редагування журналу «Український Історик», що став форумом для науковців в Америці та Україні |
| 2010 |                   | Богуміла Бердиховська        | |
| 2010 | Олександра Гнатюк |                              | |
| 2011 |                   | Станіслав Кульчицький        | |
| 2011 | Андреа Ґраціозі   |                              | |
| 2012 |                   | Франк Сисин                  | |
| 2012 | Зенон Когут       |                              | |
| 2013 |                   | Леонід Фінберг               | |
| 2014 |                   | Тімоті Снайдер               | за наукові праці з історії Центральної та Східної Європи, включаючи Україну, та особистий внесок у розбудову громадянського суспільства в Україні |
| 2015 |                   | Сергій Плохій                | |
| 2016 |                   | Богдан Прах                  | за книгу «Духовенство Перемиської єпархії та Апостольської адміністрації Лемківщини: у 2-х томах. Том 1: Біографічні нариси (1939-1989). Том 2: Документи і матеріяли (1939-1950)» |
| 2017 |                   | Енн Епплбом                  | |
| 2018 |                   | Юрій Щербак                  | |
| 2019 |                   | Олександр Мотиль             | |
| 2020 |                   | Газета «Свобода»             | |